# Werner Brüggemann (Schauspieler)
Werner Brüggemann (* 26. Februar 1923 in Warendorf; † 11. Januar 2011 ebenda) war ein deutscher Schauspieler, Hörspielsprecher, Regisseur, Schriftsteller und Rundfunksprecher. Er setzte sich besonders für das Münsterländer Platt ein.

## Leben
Brüggemann wurde am 26. Februar 1923 in Warendorf geboren. In seiner Schulzeit am Gymnasium Laurentianum Warendorf prägte ihn besonders der Unterricht bei seinem Deutschlehrer Anton Aulke, das Abitur machte Brüggemann 1942.
Nach dem Zweiten Weltkrieg gründete Brüggemann die „Junge Bühne Warendorf“. 1958 wird er Ensemblemitglied des Theaters der Stadt Münster, dem er jahrzehntelang verbunden blieb. Von 1960 bis 1996 war er Regisseur an der dortigen Niederdeutschen Bühne. Später gehörte er dem Ensemble der Tecklenburger Freilichtbühne an, dort trat er in Operetten und Musicals mit Dagmar Koller als Partnerin auf. Er schrieb zahlreiche Hörspiele für den WDR, führte gelegentlich Regie und war bei weit über 100, vorwiegend mundartlichen Hörspielen als Sprecher im Einsatz. 
2002 erschien seine Autobiografie Van Häöltken up Stöcksken. Sie war gleichzeitig eine bildreich erzählte Geschichte des zeitgenössischen Theaters.
Am 11. Januar 2011 verstarb Brüggemann nach schwerer Krankheit in seiner Heimatstadt Warendorf.

## Auszeichnungen
- 1998: Rottendorf-Preis für Verdienste um die niederdeutsche Sprache
- 2003: Augustin-Wibbelt-Plakette

## Schriften (Auswahl)
- Kiärmis in't Duorp: Volksstück in drei Akten. Mahnke, Verden ca. 1955.
- De Karnickeldeiw: Schwank in 3 Akten. Mahnke, Verden ca. 1970.
- Ick segg't up Platt: `De Öllernversammlung´ un annere mehrst vergnöglicke Geschichten.Schnell, Warendorf 2000. ISBN 3-87716-806-X.
- Ick vertell di watt in't olle Platt: De Träönenkinner und andere plattdeutsche Erzählungen. Schnell, Warendorf 2005. ISBN 3-87716-744-6.
- Van Häöltken up Stöcksken: lütte Jungs, graute Künstlers un ganz gewüehnlicke Kumeljanten; schaut her, ich bin's. Aschendorff, Münster 2005. ISBN 3-402-06485-5.